# Michael Müller (Handballspieler)
Michael Müller (* 19. September 1984 in Würzburg) ist ein ehemaliger deutscher Handballspieler. Seine Position war der rechte Rückraum.

## Karriere

### Verein
In seiner Jugend war Michael Müller bei HaSpo Bayreuth aktiv, mit dem er den 3. Platz bei den Deutschen A-Jugend-Meisterschaften 2003 errang. Ab 2006 spielte der Rückraumspieler für den Bundesligisten TV Großwallstadt, in der Saison 2007/08 gemeinsam mit seinem Zwillingsbruder Philipp. Am 1. September 2007 spielten beide Brüder gegen den THW Kiel erstmals gemeinsam in einem Bundesligaspiel. 2009 ging er zu den Rhein-Neckar Löwen, mit denen er das Halbfinale in der EHF Champions League 2010/11 und im EHF-Pokal 2011/12 erreichte. In der Saison 2012/13 lief er zusammen mit seinem Bruder für die HSG Wetzlar auf. Von 2013 bis 2019 spielten beide in der Bundesliga für die MT Melsungen, mit der sie 2014 im DHB-Pokal das Final Four erreichten. 2014/15 und 2016/17 spielten beide mit der MT im EHF-Pokal. Michael Müller wechselte im Sommer 2019 zu den Füchsen Berlin und unterschrieb einen Zweijahresvertrag. Aufgrund der COVID-19-Pandemie wurde sein Vertrag im Mai 2020 vorzeitig aufgelöst.
Im Oktober 2021 verpflichtete ihn die SG Flensburg-Handewitt bis zum Ende des Jahres 2021 als Ersatz für den erneut verletzten Franz Semper.

### Nationalmannschaft
Am 20. März 2008 bestritt er sein erstes A-Nationalmannschaftsspiel beim Vier-Länder-Turnier in Innsbruck und erzielte dabei sein erstes Tor. Mit der Nationalmannschaft gewann er den Supercup 2009. Bei der Weltmeisterschaft 2009 in Kroatien erreichte er den 5. Rang, bei der Europameisterschaft 2010 in Österreich den 10. Rang und bei der Weltmeisterschaft 2015 in Katar den 7. Rang. Für die deutsche Nationalmannschaft bestritt Müller 78 Länderspiele.

### Bundesligabilanz
| Saison    | Verein             | Spielklasse | Spiele | Tore | 7-Meter | Feldtore |
| --------- | ------------------ | ----------- | ------ | ---- | ------- | -------- |
| 2006/07   | TV Großwallstadt   | Bundesliga  | 15     | 19   | 0       | 19       |
| 2007/08   | TV Großwallstadt   | Bundesliga  | 34     | 140  | 0       | 140      |
| 2008/09   | TV Großwallstadt   | Bundesliga  | 34     | 164  | 0       | 164      |
| 2009/10   | Rhein-Neckar Löwen | Bundesliga  | 34     | 63   | 0       | 63       |
| 2010/11   | Rhein-Neckar Löwen | Bundesliga  | 9      | 7    | 0       | 7        |
| 2011/12   | Rhein-Neckar Löwen | Bundesliga  | 33     | 65   | 0       | 65       |
| 2012/13   | HSG Wetzlar        | Bundesliga  | 34     | 129  | 0       | 129      |
| 2013/14   | MT Melsungen       | Bundesliga  | 34     | 123  | 0       | 123      |
| 2014/15   | MT Melsungen       | Bundesliga  | 36     | 121  | 0       | 121      |
| 2015/16   | MT Melsungen       | Bundesliga  | 32     | 122  | 0       | 122      |
| 2016/17   | MT Melsungen       | Bundesliga  | 34     | 107  | 0       | 107      |
| 2017/18   | MT Melsungen       | Bundesliga  | 30     | 57   | 0       | 57       |
| 2018/19   | MT Melsungen       | Bundesliga  | 24     | 37   | 0       | 37       |
| 2019/20   | Füchse Berlin      | Bundesliga  | 27     | 15   | 0       | 15       |
| 2006–2020 | Gesamt             | Bundesliga  | 450    | 1169 | 0       | 1169     |

## Privates
Müller ist mit der ehemaligen Handballspielerin Kaja Schmäschke, Tochter des Flensburger Geschäftsführers Dierk Schmäschke, verheiratet. Mit den gemeinsamen Kindern leben sie in Handewitt.